# Diamant (cohete)
El cohete Diamant fue el primer cohete exclusivamente francés capaz de poner en órbita satélites, y al mismo tiempo el primer cohete espacial no construido por los EE. UU. o la URSS.

## Historia

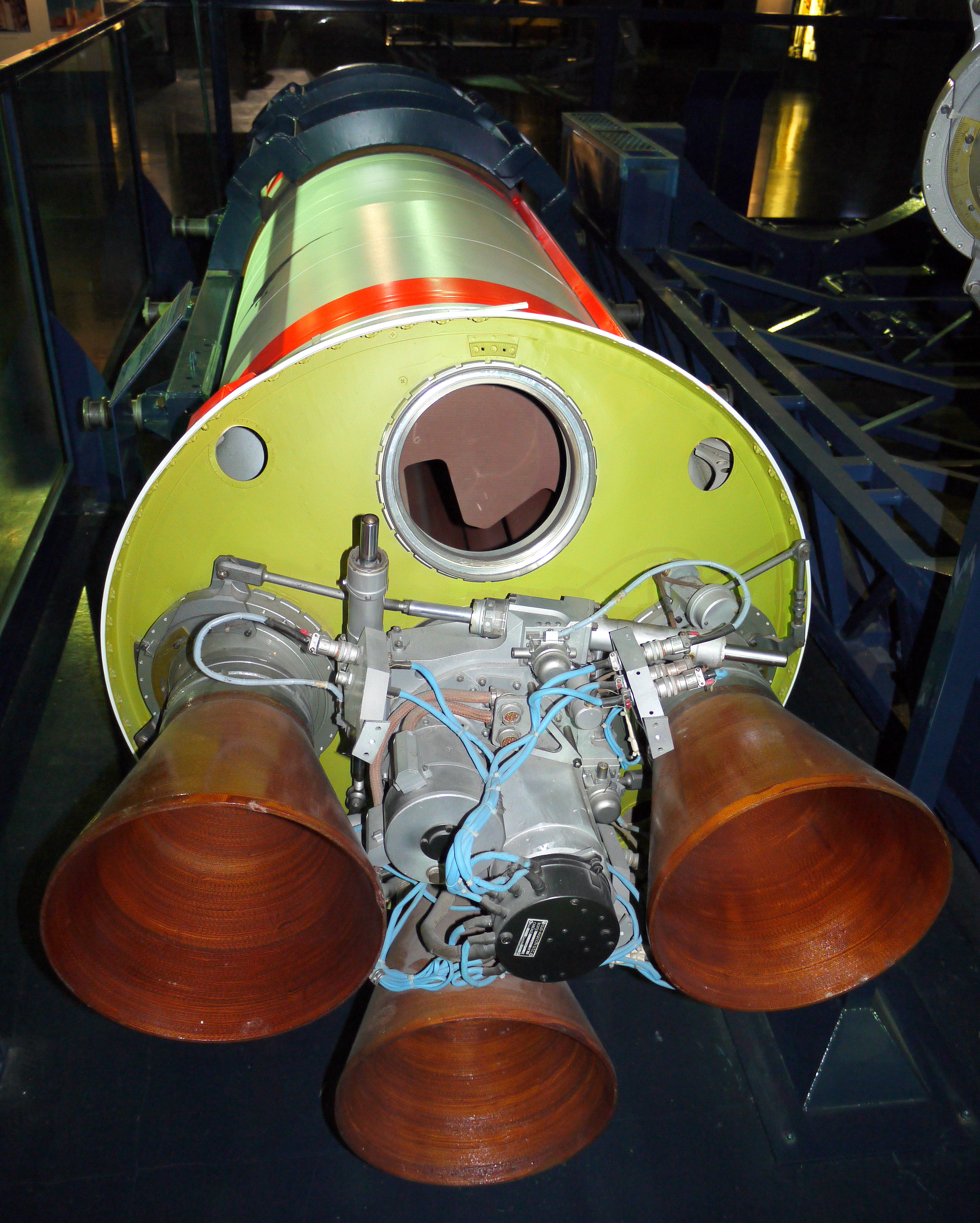
Motores del Diamant A.

El cohete Diamant deriva del programa militar llamado "Piedras preciosas" (Pierres précieuses) que incluyó cinco prototipos: Agathe, Topaze, Emeraude, Rubis y Saphir.
El 26 de noviembre de 1965, el cohete Diamant puso en órbita el primer satélite francés, Astérix A1 de 39 kg, desde la base francesa en Argelia de Hammaguir, se trataba del modelo Diamant A.
Realizó 12 vuelos desde 1965 a 1975, los tres primeros lanzados desde suelo argelino y los siguientes desde el centro espacial de Kourou, en la Guayana Francesa.

## Características
El cohete medía 18 metros de alto y pesaba 18 toneladas.
Tres versiones sucesivas fueron construidas por el CNES: Diamant A, Diamant B y Diamant BP4. Todas tenían tres etapas, y capacidad para llevar una carga útil de 150 kg, en órbitas de 200 km. La tecnología de la etapa superior del Diamant BP4 fue usada en el fallido cohete Europa II desarrollado por la ELDO a principios de la década de 1970.
Pese al éxito del cohete Diamant, Francia pasó a concentrarse en el programa del cohete europeo Ariane.

## Lanzamientos

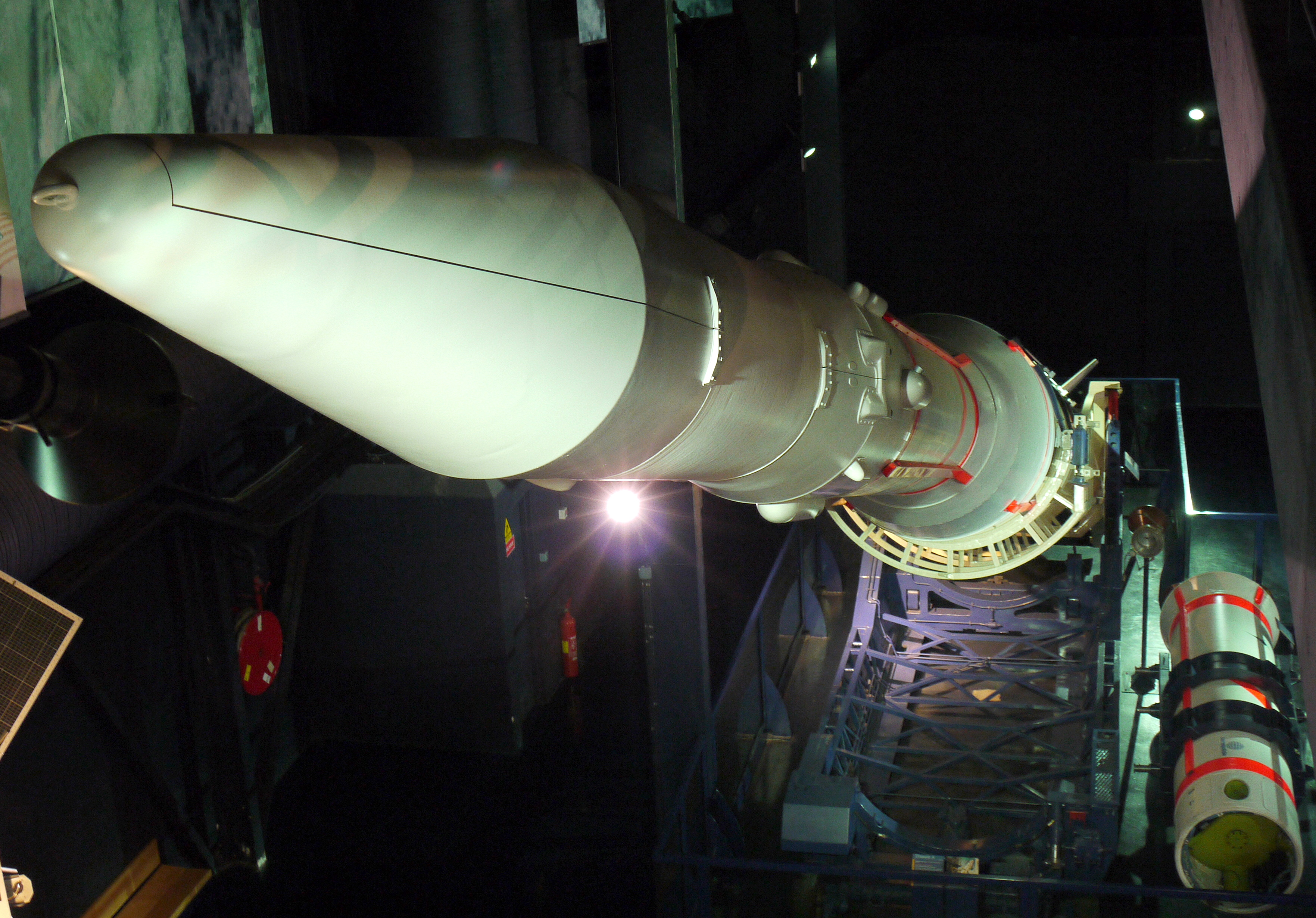
Detalle de la cofia del Diamant A.

| Fecha                    | Modelo      | Base de lanzamiento       | Satélite                     | Notas               |
| ------------------------ | ----------- | ------------------------- | ---------------------------- | ------------------- |
| 26 de noviembre de 1965  | Diamant A   | Hammaguir                 | Astérix                      |                     |
| 17 de febrero de 1966    | Diamant A   | Hammaguir                 | Diapasón                     |                     |
| 8 de febrero de 1967     | Diamant A   | Hammaguir                 | Diadème 1                    | Lanzamiento fallido |
| 15 de febrero de 1967    | Diamant A   | Hammaguir                 | Diadème 2                    |                     |
| 10 de marzo de 1970      | Diamant B   | Puerto espacial de Kourou | WIKA & MIKA                  |                     |
| 12 de diciembre de 1970  | Diamant B   | Kourou                    | Péole                        |                     |
| 15 de abril de 1971      | Diamant B   | Kourou                    | Tournesol                    |                     |
| 5 de diciembre de 1971   | Diamant B   | Kourou                    | Polaire                      | Lanzamiento fallido |
| 22 de mayo de 1973       | Diamant B   | Kourou                    | Castor & Pollux              | Lanzamiento fallido |
| 6 de febrero de 1975     | Diamant BP4 | Kourou                    | Starlette                    |                     |
| 17 de mayo de 1975       | Diamant BP4 | Kourou                    | Castor & Pollux (2º intento) |                     |
| 27 de septiembre de 1975 | Diamant BP4 | Kourou                    | Aura                         |                     |